# Leeuwarder IJs- en Melkproductenfabriek

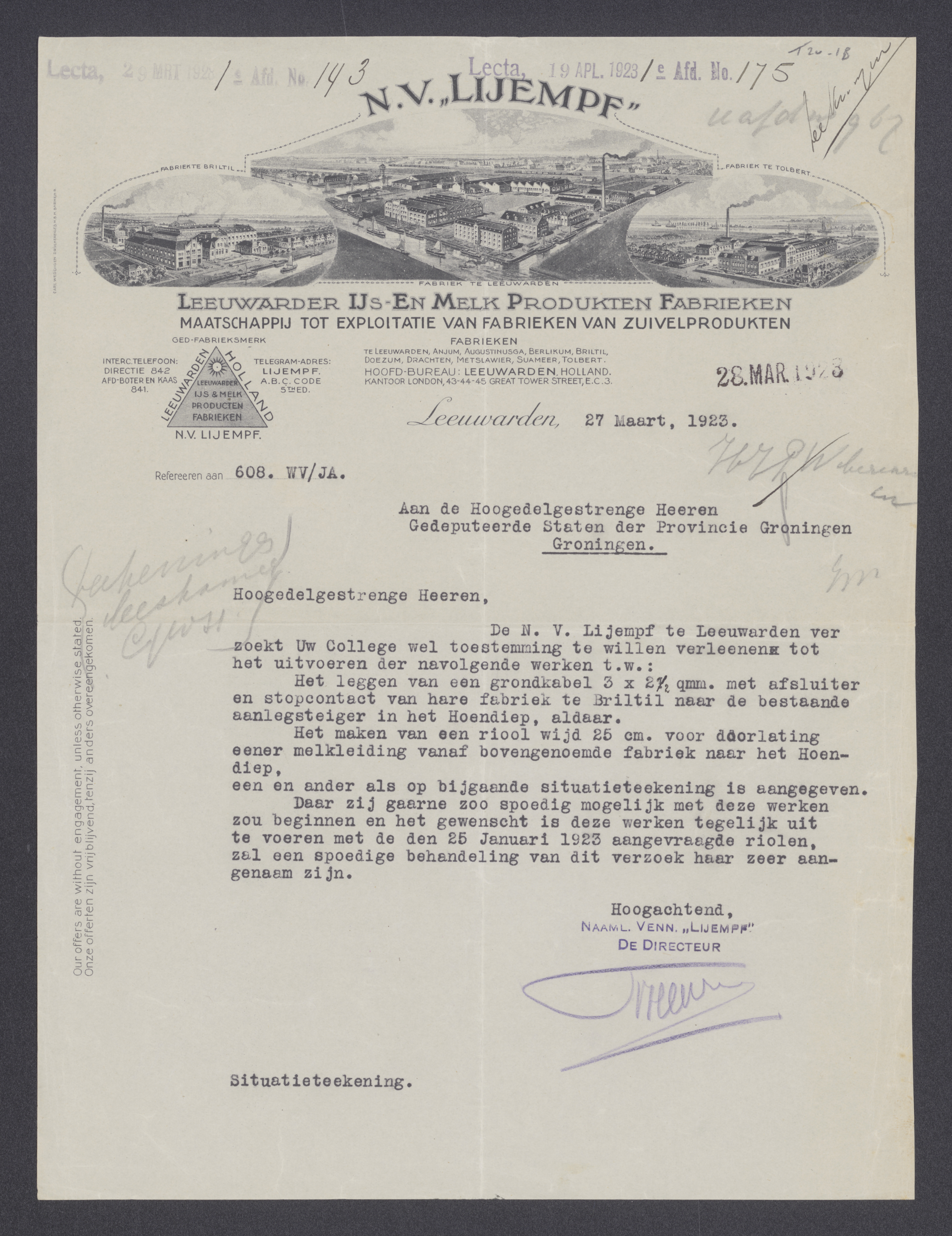
Briefpapier Lijempf met afbeeldingen van de fabrieken te Leeuwarden, Tolbert en Briltil

De Leeuwarder IJs- en Melkproductenfabriek (Lijempf) was een Nederlandse producent van melkproducten met de hoofdvestiging te Leeuwarden (stad) en nevenvestigingen in heel Nederland.

## Beginjaren

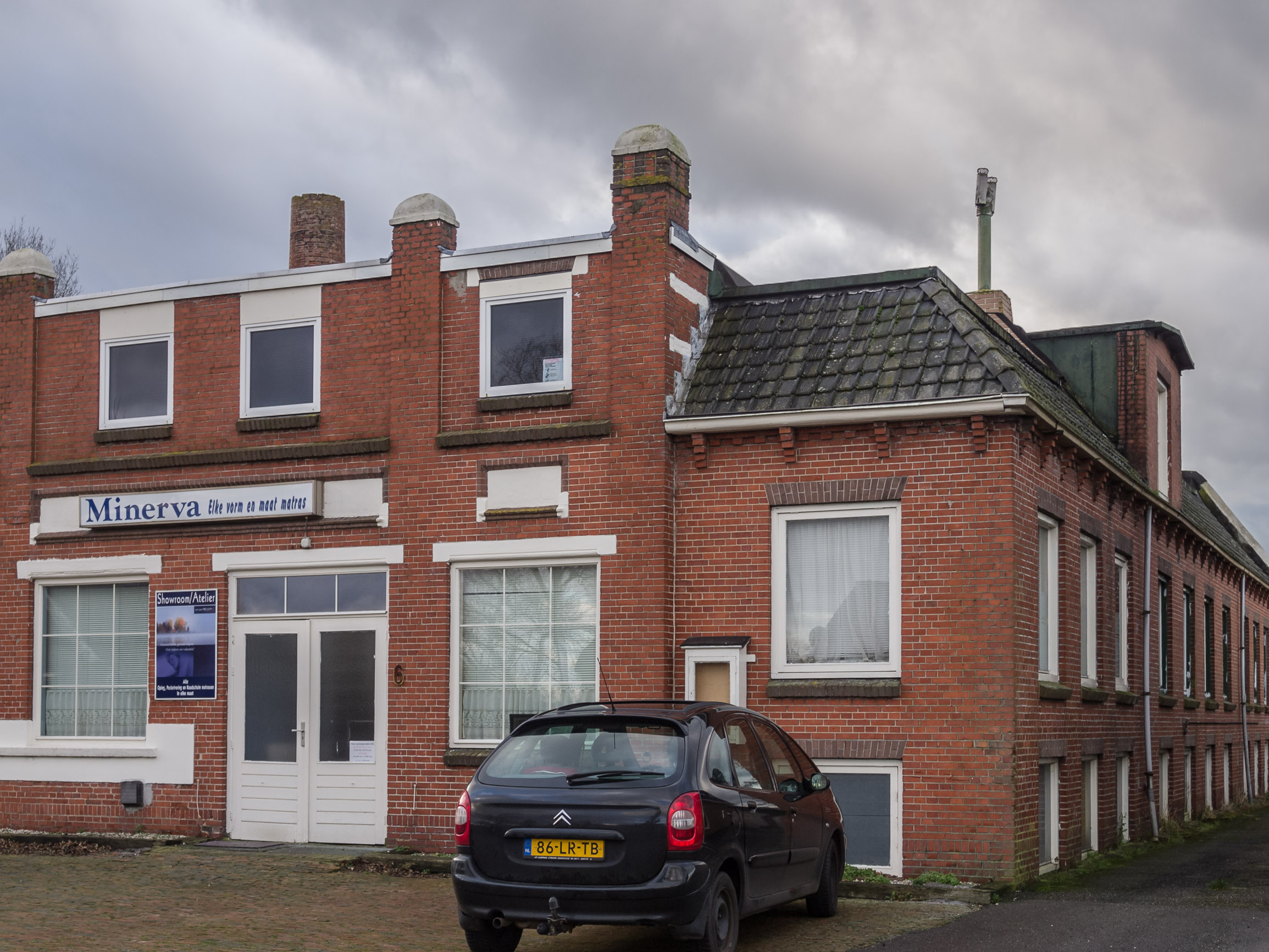
Voormalige Lijempf-fabriek in Suameer

De N.V. „Lijempf” (Leeuwarder IJs- en Melkpoederfabrieken) tot Exploitatie van Fabrieken van Melkpoeder en Zuivelproducten werd op 29 november 1912 opgericht op initiatief van Jan Evert Scholten. Deze bracht  zes zuivelfabrieken in, te Anjum, Drachten, Den Burg (Texel), Tzummarum, Suameer en Oenkerk. De belangrijkste inbreng bestond uit de terreinen en gebouwen van een voormalige strokartonfabriek te Leeuwarden. Acht medeoprichters brachten bovendien een zuivelfabriek te Augustinusga en een zuivelfabriek te Doezum in. Al spoedig werd een begin gemaakt met de concentratie van het bedrijf, samenhangend met de start van het vervaardigen naast de traditionele zuivelproducten boter en kaas van gecondenseerde melk (1913)  en melkpoeder (in 1914 verstuivingspoeder in de fabriek te Drachten, als eerste in ons land). Hiervoor ging de onderneming tot sluiting van kleine fabriekjes over waarnaast ook nieuwe vestigingen stonden. Zo nam de Lijempf in 1916 de aandelen van N. V. Swart's Zuivelfabrieken over waardoor de vennootschap eigenares werd van de zuivelfabrieken te Berlikum en Metslawier. Vervolgens werden in 1925 4 bedrijven in Groningen verworven: Briltil, Doezum, Tilbert en Winsum. Met name de gecondenseerde melk vond wereldwijd afzet. Al in 1915 werd in Engeland een kantoor, The Lijempf (London) Ltd, gevestigd. 
De opzet was om van de afzonderlijke zuivelfabrieken van de vennootschap een samenhangend rendabel geheel te maken. De terreinen te Leeuwarden werden tot Centrale ingericht met daarin de administratie, de technische afdelingen, laboratoria, verkoop- en inkoopafdelingen alsmede magazijnen en pakhuizen. De bijbehorende zuivelfabrieken waren ingericht op de verwerking van de melk en voor verbinding met de veehouders in hun omgeving. In 1937  telde de onderneming 1200 werknemers. Voor versterking van de binnenlandse afzet diende de in 1933 opgerichte Friesch Amsterdamsche Zuivelcentrale (FAZ) voorheen A Kaptein. De crisisjaren en de bezettingsjaren kon Lijempf verder mede dankzij de door researchafdeling geïnitieerde vervangingsproducten als kunsthoning, bakpoeders, weipasta en blikjes gecondenseerde melk met ananas redelijk goed doorkomen. Verder wist het bedrijf de tot dan toe veelal waardeloze ondermelk om te zetten in nieuwe producten. Zo werd hieruit gesuikerde gecondenseerde melk bereid die in grote hoeveelheden naar Engeland werd geëxporteerd waar het toepassing vond als goedkoop alternatief voor boter. Eind jaren dertig startte de caseïnebereiding vanuit ondermelk waaruit (textiel)vezels werden vervaardigd. In 1938 en 1939 werd jaarlijks ongeveer 35.000.000 kg ondermelk tot textielcaseïne verwerkt. De bezettingstijd betekende behalve afzetmoeilijkheden ook de sluiting van verschillende fabrieken op last van de bezetter.

## Na 1945
In 1950 telde de Lijempf 19 fabrieken in het noorden: te Leeuwarden, Berlikum, Dokkum, Augustinusga, Drachten, Workum, Sloten, Wolvega, Tolbert, Doezum, Briltil, Winsum (Gr.), Groningen, Sappemeer, Kuinre, Steenwijkerwold, Kampen en Oldebroek (via de 100% dochter Van Heel’s Holding company te Amsterdam) en Emmeloord. Verder was de N. V. meerderheids-aandeelhouder van De Prinses met drie fabrieken in Noord-Holland: te Alkmaar, Ursem en Hoorn.  Het personeel van alle „Lijempf”-fabrieken bestond in 1955 uit circa 2000 werknemers, waarvan bijna 500 in het Hoofdkantoor te Leeuwarden. Daar was ook de thuisbasis van het Lijempf-muziekcorps. In 1955 volgt een grote reorganisatie met de verkoop van 9 fabrieken waaronder 2 van dochtermaatschappijen (melkinrichtingsbedrijven te Groningen en Sappemeer, over aan DOMO (zuivelcoöperatie)), 7 fabrieken aan de Coöperatieve Condensfabriek Friesland (Berlikum, Dokkum Workum, Wolvega, Sloten, Kuinre en Steenwijkerwold. 
De afzet onderging na 1945 grote veranderingen, waarbij niet-Europese landen veel belangrijker werden. Vooral de duurzame producten als gecondenseerde melk, melkpoeder en speciaalprodukten als babyvoedsel en ijscompositie gingen naar tropische en subtropische gebieden wat ook implicaties had voor bereiding, kwaliteitseisen en verpakking. In 1973 neemt Royal Wessanen Lijempf over dat zich vervolgens concentreert op de export van flesvoeding (onder andere de merknaam Bebelac). Vanwege de toename van buitenlandse contacten wordt de naam van de fabrieken in 1975 veranderd in Lyempf. In 1993 komt Lyempf - dan producent van met name zuigelingenvoeding en een aantal speciaal poeders en ijsmixen - in handen van Numico. Op dat moment werken er 50 mensen in Leeuwarden en 125 in Kampen. In 1995 werd de Leeuwarder afdeling van de hand gedaan die in 1997 doorging als zelfstandige onderneming ‘Lypack'.